# Мужчина и женщина
«Мужчи́на и же́нщина» (фр. Un homme et une femme) — французский мелодраматический кинофильм 1966 года, получивший около 40 наград, в том числе Гран-при Каннского кинофестиваля (вместе с фильмом Пьетро Джерми «Дамы и господа») и две премии «Оскар» (за лучший фильм на иностранном языке и лучший оригинальный сценарий).
Именно благодаря этой картине, главные роли в которой исполнили Анук Эме и Жан-Луи Трентиньян, получил широкую известность 28-летний режиссёр Клод Лелуш.
Впоследствии Лелуш снял два продолжения: в 1986 году — ленту «Мужчина и женщина: 20 лет спустя», а в 2019-м — фильм «Лучшие годы жизни».

## Сюжет
Фильм рассказывает о зарождении любви между молодой вдовой Анной Готье (Анук Эме) и молодым вдовцом Жан-Луи Дюроком (Жан-Луи Трентиньян).
Муж Анны, каскадёр, погиб во время съёмок военного фильма в сцене с использованием пиротехники; жена Жана-Луи, профессионального автогонщика, покончила с собой — выбросилась из окна, узнав, что он попал в аварию во время гонок. Дюрок воспитывает сына, Готье — дочь; их дети вместе учатся в частном пансионе в Довиле.
Анна и Жан-Луи знакомятся случайно. Они сталкиваются около пансиона в одно из воскресений, когда привозят детей обратно после проведённого с родителями выходного. Начинается дождь, Анна опоздала на поезд, и Жан-Луи по просьбе воспитательницы забирает её с собой и привозит в Париж, к её дому на Монмартре. Между ними явно возникает взаимное притяжение. Анна по пути в Париж рассказывает о любви к своему погибшему мужу Пьеру и о его гибели на съёмочной площадке. Прощаясь с ней у подъезда её дома, Жан-Луи говорит, что на следующей неделе опять поедет к сыну в Довиль и может захватить её прямо от дома. Анна принимает это предложение и даёт ему номер своего телефона.
Позже Дюрок принимает участие в подготовительных заездах ралли Монте-Карло; освободившись, звонит Анне и договаривается, что заберёт её из Парижа на выходных и отвезёт в Довиль и обратно. Приехав на побережье, родители забирают из пансиона своих детей, после чего они все вместе, вчетвером, обедают, плавают на катере, общаются, прогуливаются по пляжу и весело проводят время. Вечером взрослые отвозят детей в пансион и снова вдвоём возвращаются в Париж. При прощании Дюрок говорит, что всю неделю будет занят на ралли Монте-Карло и позвонит, когда освободится.
Ралли проходит в неблагоприятных условиях, осложнённых гололёдом, из-за чего случается много аварий и сходов. Анна в Париже напряжённо следит за ходом гонки по газетам и телевизору. После финиша гонки она посылает блестяще выступившему Дюроку поздравительную телеграмму: «Браво! Я люблю вас. Анна». Жан-Луи, получив это послание поздно вечером на банкете по случаю окончания соревнований, бросает всё и на своём спортивном автомобиле выезжает в Париж, однако по приезде не застаёт Анну дома. Оказывается, она уехала в Довиль навестить дочь. Жан-Луи снова садится за руль. Но его сына в пансионе нет — оказывается, Анна забрала обоих детей и гуляет с ними по городу. Жан-Луи отправляется на поиски и находит их на пляже. После этого Анна и Жан-Луи снова проводят весь выходной день вместе с детьми, а вечером, доставив сына и дочку в пансион, снимают в отеле номер на двоих. Но, хотя Анна испытывает к Жану-Луи искреннюю симпатию, её, даже в самые интимные моменты, не покидают воспоминания о погибшем муже, в чём женщина честно признаётся Дюроку.
Умные, достойные, взрослые люди, не желающие ломать друг другу жизнь, Жан-Луи и Анна вместе приходят к решению, что им лучше расстаться. Дюрок провожает Анну на вокзал и сажает в поезд, а сам едет в Париж на автомобиле. В пути каждый из них вспоминает минувший день, пытаясь понять, что же между ними пошло не так.
Дюрок, профессиональный гонщик, добирается до Парижа раньше поезда, он оставляет машину у вокзала и проходит на перрон. Жан-Луи идёт сквозь толпу пассажиров и сталкивается с Анной. После короткой паузы мужчина и женщина бросаются друг другу в объятия.

## В ролях
| Актёр              | Роль               |
| ------------------ | ------------------ |
| Анук Эме           | Анна Готье         |
| Жан-Луи Трентиньян | Жан-Луи Дюрок      |
| Пьер Бару          | Пьер Готье         |
| Валери Лагранж     | Валери Дюрок       |
| Антуан Сир         | Антуан Дюрок       |
| Суад Амиду         | Франсуаз Готье     |
| Анри Шемен         | напарник Жана-Луи  |
| Ян Барри           | любовница Жана-Луи |

## История создания
Об истории создания фильма «Мужчина и женщина» Клод Лелуш подробно рассказывает в своей автобиографической книге «Баловень судьбы. Воспоминания». После провала своего фильма «Великие мгновения» (1965), в создание которого Лелуш вложил весь свой капитал, и последовавшей за этим уничтожающей критики ленты на специальной комиссии, созванной продюсером Пьером Бронберже, режиссёр, находясь в подавленном состоянии, бросил всё и уехал на своём автомобиле из Парижа в Довиль, где остановил машину около трёх часов ночи на одном из пляжей. Утром он увидел прогуливающуюся по пляжу женщину с ребёнком, и этот образ натолкнул его на общую идею фильма. Вдохновлённый этой картиной, Лелуш прямо в машине набросал общую сюжетную канву будущего фильма о взаимоотношениях двух одиноких людей:
У неё девочка, у него мальчик. Оба ребёнка почти ровесники и воспитываются в интернате в Довиле. Родители встречаются через посредничество детей. Таково начало любовной истории в приглушённом звучании, на фоне кино и автомобильных гонок. Возвращения в прошлое и скорость. Она слабая, её по-прежнему преследует память о мужчине, которого она любила. Он страстно влюблён и полон решимости завоевать её.
После этого наброска основных линий сюжета Лелуш поехал в ближайшее бистро, где продолжил работу и забыл обо всех своих проблемах. По словам режиссёра, название картины пришло само собой: «Это самое простое и самое банальное название на свете, элементарное, как любовь: „Мужчина и женщина“». Вернувшись в Париж, режиссёр рассказал об идее фильма Бронберже и Пьеру Уттерховену, сценаристу, с которым ранее уже работал. Если продюсеру концепция фильма не понравилась, то сценарист пришёл от неё в восторг. После этого Лелуш решается позвонить с предложением об участии в фильме Жан-Луи Трентиньяну, с которым был знаком.
Трентиньян рассказывал о создании фильма, что в тот период Лелуш был малоизвестным режиссёром, но актёр увидел его картину «Девушки и ружья», пришёл к нему и сказал, что хочет у него сниматься. Режиссёр был растроган таким отношением известного актёра и согласился. После того как Лелуш изложил Трентиньяну общую идею фильма, тот сразу же согласился. Главную женскую роль первоначально было предложено сыграть Роми Шнайдер, однако знаменитая актриса категорически отказалась от этой работы, раскритиковав его творчество, причём ссылалась на негативное мнение критиков, поддерживающих французскую новую волну. Обсуждая с Трентиньяном этот отказ актрисы, режиссёр сказал, что на эту роль очень подошла бы Анук Эме, известная по её работам в фильмах Федерико Феллини «Сладкая жизнь» и «Восемь с половиной». Выяснилось, что Эме была очень близкой подругой актёра, который и уговорил её сняться в фильме «Мужчина и женщина». После переговоров с Жераром Лебовичи, общим агентом Трентиньяна и Эме, был заключён контракт, согласно каждому из исполнителей заглавных ролей полагался гонорар в размере 50 000 франков.
При обсуждении плана первого съёмочного дня Анук Эме категорично отказалась участвовать в сцене, действие которой происходит на катере, отказываясь подняться на его борт и настаивая на том, что её можно снять при помощи рирпроекции, как это делал, например, Феллини: «Я не сяду на катер, — ледяным голосом повторяет Анук. — Я многое могу делать, но на катер я не сяду». Лелуш пытался объяснить ей, что такой кинематографический приём довольно дорогостоящий, и, кроме того, его использование противоречит принципу «синема-верите», которому режиссёр хочет следовать в этом фильме. Этот отказ грозил сорвать съёмочный процесс, и режиссёр ночью обзванивал всех актрис, чьи номера были ему знакомы, в надежде найти замену неуступчивой Эме, так как решил, что если она не изменит своего мнения, то он вынужден будет пригласить другую партнёршу для Трентиньяна. Однако на следующий день неожиданно для всех в 8 часов утра Эме, которая была известна своей непунктуальностью, появилась на съёмочной площадке, выполняя всё, что от неё хотел Лелуш, и в дальнейшем, по его воспоминаниям, активно участвовала в творческом процессе, предлагала различные идеи, экспериментировала и импровизировала. Для актрисы участие в этой постановке было очень необычным опытом, который она сравнивала с развлечением и семейной игрой. По её словам, режиссёр не требовал от исполнителей зубрить роль и часто говорил: «„Эту мысль ты выскажешь в момент, который покажется тебе наиболее подходящим, а в остальном делай, что хочешь“. И сам он в сторонке выделывал, что хотел, с камерой».
Картина поставлена на очень скромные средства. Вот как Лелуш позднее описывал съёмочный процесс: «Мы ведь тогда работали без ассистентов, сами монтировали и носили оборудование. Я был сценаристом, режиссёром, продюсером и оператором в одном лице. Актёры сами делали себе макияж. Наш стилист одновременно укладывал волосы и отвечал за костюмы». В связи с нехваткой средств картина снималась на цветную и чёрно-белую плёнку, режиссёр, он же по совместительству оператор фильма, много экспериментировал с визуальным рядом. Так, он совместил разные форматы съёмки (8, 16 и 35 мм), использовал различные смелые и необычные ракурсы и планы. Так, 16-миллиметровая камера из-за своих небольших размеров применялась для съёмки внутри кабины автомобиля, чтобы усилить ощущение достоверности происходящего. Сцены раллийных гонок в Монте-Карло снимались с участием Трентиньяна, который был известен как очень хороший водитель. По мнению Лелуша, исполнитель главной роли в фильме — «один из лучших французских автогонщиков; он чувствует себя уверенно как за рулём, так и перед кинокамерой». Ещё в детстве актёр хотел стать гонщиком, а его дядя Морис Трентиньян принимал участие в гонках Формулы-1.
По словам Трентиньяна, фильм создавался очень необычно: «Диалоги целиком импровизировались и снимались, как хроника. Дублей не делали. Если казалось, что сцена неудачна, то от неё отказывались и снимали другую. В картине чувствуются свежесть и спонтанность. Но всё это относится только к форме. История же банальна и несерьёзна…». Во время создания картины съёмочный процесс фиксировала телевизионная группа, делая о нём документальный фильм.
На протяжении почти всего фильма в кадре присутствуют две версии модели Ford Mustang: красный кабриолет, на котором передвигался главный герой в повседневной жизни, и белое купе, на котором он участвовал непосредственно в гонках. По словам режиссёра, этот автомобиль можно назвать «третьей кинозвездой» картины и «огромным подарком судьбы». С просьбой предоставить спорткар в распоряжение съёмочной группы Лелуш обращался ко многим французским компаниям, но везде получал отказ. Наконец режиссёр, уже было отчаявшись, случайно познакомился с владельцем компании «Форд Франс» (французский дилер компании Ford). Постановщик обрисовал ему общие сюжетные линии ленты и рассказал о той роли, какая отводится в картине спортивному автомобилю. Автодилер очень заинтересовался этим проектом, предложив использовать один из его автомобилей в Ралли Монте-Карло и выразив готовность принять участие в съёмках в качестве второго гонщика — напарника Трентиньяна. Кроме того, считается, что участие в картине этого автомобиля представляет собой один из самых интересных примеров продакт-плейсмент в истории кино. Так, Андрей Кончаловский в своей книге «Низкие истины» писал: «Общеизвестно, к примеру, что „Мужчина и женщина“ Лелуша сняты как реклама фордовского „мустанга“», но при этом автомобиль главного героя показан так, что представляет собой как бы часть его самого, его жизнь, профессию.
Фильм снимался в Париже, Монте-Карло и Довиле. Любовная сцена была снята в отеле «Нормандия» (фр. Barriere Le Normandy) в Довиле. Первоначальный вариант фильма не удовлетворил режиссёра, который назвал его «напыщенным, перегруженным, неудобоваримым», и он его значительно перемонтировал, сократив и переставив несколько сцен.

## Музыка
При работе над сценарием фильма Лелуш стал задумываться о его музыкальном сопровождении, придя к выводу, что музыке будет отведена одна из главных ролей. Лелуш вспоминал, что мысль о том, какая музыка должна звучать в картине, пришла к нему одновременно с замыслом будущего фильма на пляже в Довиле. В предыдущем фильме Лелуша «Девушка и ружья» (1964) одну из ролей играл певец Пьер Бару, который познакомил режиссёра с композитором Франсисом Ле, сказав, что они просто созданы друг для друга. Позже режиссёр попросил создать для фильма «Мужчина и женщина» лёгкую запоминающуюся музыку, которую можно было бы исполнять в различных стилях, причём саундтрек должен был быть создан ещё до начала съёмок фильма. По словам композитора, с таким методом работы он сталкивался только у Лелуша и это привело к тому, что режиссёр как бы «программирует» таким образом весь фильм заранее. Наибольшую известность получила песня «Un homme et une femme», тему которой после множества вариантов предложил композитор у себя на квартире. Режиссёр прослушал множество вариантов музыкальных тем, предложенных Франсисом Ле, но ничего не одобрил и уже собирался уходить, когда последний предложил ещё одну мелодию, которая сразу вызвала восторг у Лелуша. Режиссёр сразу понял, что это именно то, что ему надо для фильма. Режиссёр говорил, что он «узнал» её с первых нот, и она показалась ему близкой, знакомой и пронзительной, а также и грустной, и ритмичной.
Музыка к фильму создавалась при помощи цифрового аккордеона, который Ле приобрёл в 1964 году. Определившись, что мужскую партию будет исполнять Пьер Бару, который написал тексты песен, Лелуш предложил своей подруге певице Николь Круазиль петь в его фильме. Пьер Бару, который сыграл в фильме погибшего мужа Анны Готье, исполнил песню «Samba Saravah», представляющую собой французский вариант песни «Samba da Benção» композитора, гитариста Бадена Пауэлла и поэта Винисиуса ди Морайса.
Саундтрек к картине «Мужчина и женщина» стал вторым опытом работы в кино для Франсиса Ле и приобрёл международную популярность, а заглавную песню исполняли многие известные певцы и певицы.

## Критика
Первым человеком, не являющимся членом съёмочной группы и увидевшим фильм, был продюсер Пьер Бронберже с женой и детьми. Лелуш обратился к нему с просьбой о дополнительном финансировании для проката фильма, обещая половину будущей выручки за предоставленные 200 000 франков, но тот фильм не оценил и отказался. Тогда режиссёр вынужден был обратиться к прокатчику постановочных исторических фильмов с репутацией «гангстера», который после просмотра согласился прокатывать фильм, если режиссёр оплатит печать всех копий, а также с условием, что в случае провала заберёт аванс на помощь производства фильма, однако Лелуш отказался.
После этого постановщик показал фильм Бобу Амону, который ранее дал 50 000 франков в качестве аванса для другого проекта, но Лелуш тайком от него использовал их на «Мужчину и женщину». После просмотра Амон не только не рассердился, но, растроганный, со слезами на глазах назвал фильм шедевром. Он предложил Лелушу за 10 % от будущих сборов продать картину компании «United Artists», что значительно способствовало бы продвижению фильма, в том числе и за рубежом.
В общей сложности фильм получил около 40 призов, в том числе став лауреатом Золотой пальмой ветви Юбилейного Гран-при Каннского кинофестиваля (вместе с фильмом Пьетро Джерми «Дамы и господа») и двух премий «Оскар» (за лучший фильм на иностранном языке и лучший оригинальный сценарий). По словам режиссёра, успех фильма в США стал «сюрреалистичным моментом» в его жизни. Впоследствии Лелуш снял два продолжения своего самого популярного фильма: в 1986 году — «Мужчина и женщина: 20 лет спустя», а в 2019 году — «Лучшие годы жизни», причём в главных ролях также снялись Трентиньян и Эме.
Особенностью режиссуры Лелуша (особенно в ранних фильмах) является то, что он стилистически был близок к новой волне (внешняя непосредственность, основанная на грамотном использовании технических средств, отказ от павильонных съёмок, клиповая манера подачи материала, применение ручной камеры, эксперименты с естественным освещением и киноплёнкой, раскованная игра актёров). Однако от новой волны его прежде всего отличает ориентация на вкусы массовой публики, тяготение к коммерческому кино, что и обусловило их жанровый характер и структуру. Жак Лурсель, резко отрицательно относившийся к представителям новой волны, отмечал, что в первых фильмах Лелуша ощущается: постановщик получает удовольствие от съёмок, изложения истории, от работы с исполнителями, выбора кадра и т. д., но это искреннее увлечение кинематографическим процессом редко «находит иные объекты приложения, кроме штампов, стереотипов, фальшивых истин». По заключению этого кинокритика, «за размытым характером заголовков едва скрывается головокружительная пустота, отсутствие вдохновения». Некоторое время критики, поддерживавшие режиссёров новой волны, воздерживались от публичных суждений о фильме. Однако через три-четыре месяца после его выхода на экраны из их «лагеря» посыпались обвинения. Как пример такого рода Лелуш приводил «отвратительную» рецензию Жана-Луи Комолли, где его работа характеризовалась как квинтэссенция   «кошмара эпохи», обличалась её политическая несостоятельность. При этом отмечались некоторые достоинства фильма, где «несколько отличных мыслей отчаянно кусают себя за хвост в поисках автора». В статье Лелуша обличали в создании «глупого кино» и, как следствие, в «презрении» к зрителю. «Упрямое нагромождение немотивированных планов... бессвязность и хаос… Кинематограф Лелуша, пролиферация образов, — это болезнь кино, это его рак», — писал Комолли.
В современной кинокритике фильм «Мужчина и женщина» признают лучшей лентой в фильмографии режиссёра, несмотря на то, что на протяжении своей продолжительной кинокарьеры он сумел значительно усовершенствовать своё мастерство. По мнению киноведа Алексея Дунаевского, этот фильм, который он характеризует как «романтическую драму», представляет собой коктейль из всех модных в своё время тем: он «благодаря смелой режиссуре и операторской работе (почти весь фильм снят ручной камерой), а также незабываемым мелодиям Лэя, стал самой популярной историей десятилетия». Кроме того, по наблюдению того же автора, картина знаменует собой приближение идейного краха новой волны: «новаторскую форму которой начнёт подтачивать „буржуазное“ содержание».

## Награды и номинации

### Награды
- 1967 — Премия «Оскар»
  - Лучший фильм на иностранном языке
  - Лучший оригинальный сценарий — Клод Лелуш, Пьер Уттерховен
- 1968 — Премия BAFTA
  - Лучшая зарубежная актриса — Анук Эме
- 1966 — Каннский кинофестиваль
  - Гран-при — Клод Лелуш
  - Приз Международной кинематографической католической организации (OCIC) — Клод Лелуш
- 1967 — Премия «Золотой глобус»
  - Лучший зарубежный фильм
  - Лучшая драматическая актриса — Анук Эме

### Номинации
- 1967 — Премия «Оскар»
  - Лучшая актриса — Анук Эме
  - Лучший режиссёр — Клод Лелуш
- 1968 — Премия BAFTA
  - Лучший фильм
- 1967 — Премия «Золотой глобус»
  - Лучший режиссёр — Клод Лелуш
  - Лучшая музыка — Франсис Ле
  - Лучшая песня — «Un homme et une femme» (музыка — Франсис Ле, слова — Пьер Бару)